# Alvis 11/40
Der Alvis 11/40 war ein PKW, den Alvis von 1921 bis 1922 fertigte.
Der Wagen hatte einen Vierzylinder-Reihenmotor mit seitlich stehenden Ventilen. Der mit einem einzelnen Solex-Vergaser ausgestattete Motor mit 1598 cm³ Hubraum leistete 30 bhp (22 kW) bei 3800/min.
Der 11/40 war als viersitziger Tourenwagen oder zweisitziger Sports Tourer (Roadster) verfügbar. Die Starrachsen vorn und hinten waren an halbelliptischen Blattfedern aufgehängt. Die Höchstgeschwindigkeit betrug 96 km/h. 1922 ersetzte ihn der fast identische Nachfolger 12/40.